# 斯科特·貝森特
斯科特·肯尼斯·霍默·貝森特（英語：Scott Kenneth Homer Bessent；1962年8月21日—），美國投資家和對沖基金經理，現任美國財政部長。貝森特曾是索羅斯基金管理公司的合伙人，也是全球宏观投资公司Key Square集團的创始人。
贝森特一直是唐纳德·特朗普的重要筹款人和捐赠者，并曾担任特朗普2024年美国总统竞选的经济顾问。2024年11月22日，貝森特被美國當選總統唐纳德·特朗普提名为第二次特朗普內閣中的財政部長。2025年1月27日提名获得參議院確認，貝森特成為第一位公开同性恋的美国财政部长，也是第三位公开同性恋的内阁级官员，仅次于理查德·格伦内尔和皮特·布蒂吉格。

## 早年生活與教育
貝森特于1962年8月21日出生在南卡羅來納州康韦，是房地产经纪人霍默·加斯頓·貝森特二世（Homer Gaston Bessent Jr.）和芭芭拉·麥克勞德（Barbara McLeod）的长子，有两个弟妹。他拥有法国胡格诺派的血统。
貝森特於1984年獲得耶魯大學政治學文學學士學位。在大學期間，他曾擔任《耶魯日報》的編輯、狼頭協會会长，以及1984屆班级的財務主管。他还曾担任1984年耶鲁校友基金主席和体育部门主任助理。

## 投资事業
貝森特曾在吉姆·罗杰斯（Jim Rogers）的公司實習。畢業後，他曾在布朗兄弟哈里曼公司（Brown Brothers Harriman）、基尼科斯聯營公司（Kynikos Associates）等公司工作。

### 索罗斯基金管理公司
1991年，貝森特加入索羅斯基金管理公司（SFM），并成为公司合伙人，最終担任倫敦办公室負責人。
1992年，貝森特作为團隊的核心成員通过对英镑“黑色星期三”崩盘的押注，為公司赚取了超過10億美元的收益。
2000年，贝森特离开SFM后創立了一家规模达10億美元的對沖基金，該基金于2005年關閉。贝森特表示，他学到的一课是，不能因投資者的偏好而改變自己的投资風格或公司結構。他还曾擔任基金中基金（Fund of Funds）Protégé Partners的高級投資顧問。
2011年至2015年，貝森特重返SFM，并擔任首席投資官。2013年，他通过做空日圓帶來了額外的利潤。
2015年，贝森特再次離開SFM，創辦了新的公司——Key Square集團。

### Key Square集團
貝森特於2015年與曾任SFM全球資本市場负责人迈克尔·杰尔米诺（Michael Germino）共同創立了Key Square集團。该公司通过地緣政治和經濟學進行宏觀投資，並獲得索罗斯20億美元的錨定投資。截至2017年底，Key Square的資產达到了51億美元。据彭博社2018年5月报道，該集團的表現大多優於競爭對手的宏觀管理公司，並持續吸引投資人的濃厚興趣。作為預先安排的一部分，該公司在吸收其他資產的同時返還了索羅斯的資本。其投資者包括澳大利亚主權財富基金（Future Fund）。
该公司主要基金在2016年增长了13%，但从2017年到2021年每年都亏损或持平，直到2021年、2022年和2023年才实现重大收益。这种不稳定的业绩记录导致客户流失。其管理资产从2017年的51亿美元缩水至2023年的5.77亿美元，机构投资者的数量也从180家下降到20家。

## 政治活动

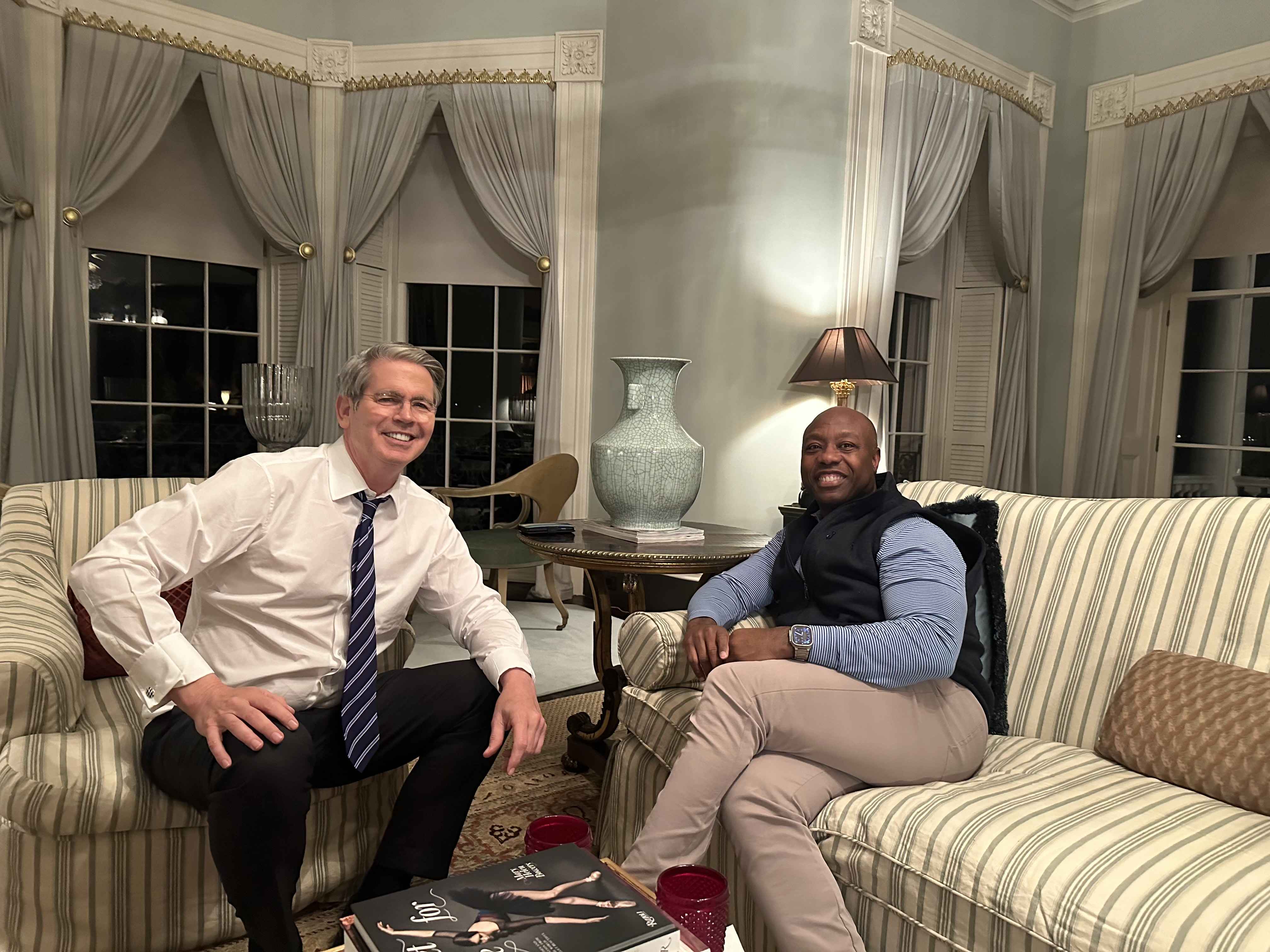
貝森特和南卡羅來納州聯邦參議員蒂姆·斯科特

2000年美國總統選舉期間，貝森特在紐約州東漢普頓的家中为民主黨總統候選人阿爾·戈爾（Al Gore）舉辦了一場籌款活動。他还曾向巴拉克·奧巴馬和希拉里·克林頓捐款。
2016年，貝森特向共和黨總統候選人唐纳德·特朗普的2017年總統就職委員會捐贈了100萬美元。在2023年和2024年，贝森特又向特朗普的2024年竞选捐赠了超过100万美元。
2024年2月，貝森特在南卡羅來納州格林維爾举办了一場籌款活動，為特朗普2024年竞选籌集了近700萬美元。
2024年4月，貝森特在佛羅里達州棕櫚灘主持了一场籌款活動，為特朗普团队籌集了 5000萬美元。
据《彭博商業周刊》2024年7月報道，貝森特是川普的关键經濟顧問。他借鉴前日本首相安倍晉三的“三支箭”經濟政策，為特朗普提出了一个三點經濟计划。貝森特亦讚揚川普實施廣泛關稅的提案。关于特朗普承诺对所有进口商品征收20%的普遍关税，贝森特认为这些“是激进的立场，可能会在与贸易伙伴的谈判中被软化”。

## 擔任美国財政部長
2024年11月22日，当选总统特朗普宣布他打算提名贝森特担任其第二任期的美国财政部长。2025年1月27日提名獲参议院确认，贝森特成为第一位公开同性恋的美国财政部长。他於1月28日最高法院大法官布雷特·卡瓦諾監誓下正式就任。

### 暗殺未遂
2025年1月27日，一位名叫Ryan Jane English的變性人（原名Ryan Michael English）揚言企圖用燃燒瓶或刀刺殺貝森特而被逮捕。他最初有意謀殺美国國防部長皮特·赫格塞斯和美国眾議院議長邁克·約翰遜，但在得知参议院將确认貝森特的安排後改變目標欲謀殺貝森特，並曾計劃殺死三名國會警察。然而當日他向國會大廈的警方自首，並稱自己受到路易吉·曼焦內謀殺聯合健康保險執行長的影響。

### 任期
2025年1月31日，貝森特授權伊隆·馬斯克和他的政府效率部團隊訪問美國財政部的支付系統，該系統每年從聯邦機構發出6兆美元的付款，並包含數百萬美國人的個人稅務資訊。2025年2月1日，貝森特被任命為消費者金融保護局代理局長，接替同一天被特朗普解僱的代理局長羅希特·喬普拉。2月3日，貝森特與候任美國商務部長霍華德·盧特尼克一起負責實施美國主權財富基金。

## 社会活动
2006年至2011年，贝森特曾在耶鲁大学担任经济史的兼职教授，教授过三门课程。
董事会职务
贝森特是耶鲁大学大学委员会的成员。贝森特与他的妹妹共同捐赠了贝森特图书馆给耶鲁大学。贝森特还在耶鲁大学设立了三项奖学金：一项为首代大学生设立，一项为南卡罗来纳州的学生设立，另一项为来自布朗克斯的学生设立。
贝森特担任洛克菲勒大学理事会的投资委员会主席，并是执行委员会的成员。
贝森特曾在“上帝之爱，我们送达”（God's Love We Deliver）董事会任职，该组织致力于为艾滋病患者送餐。
贝森特是古典美洲住宅保护信托（现名理查德·汉普顿·詹内特基金会）的受托人，并曾是南卡罗来纳州查尔斯顿斯波莱托音乐节的董事会成员。贝森特还是外交关系委员会的成员。

### 慈善事业
贝森特于2022年创办了两个基金会，并在南卡罗来纳州格林维尔的Shriners儿童医院设立了麦克劳德康复中心。他还支持伦敦的王子信托基金和纽约市的哈莱姆儿童区。贝森特还支持了查尔斯顿的国家历史地标——纳撒尼尔·拉塞尔之家（Nathaniel Russell House）的修复工作。

## 個人生活
貝森特目前居住在南卡羅來納州查爾斯頓，并且是胡格诺派教堂的成员，该教堂由他的祖先于1680年建立。
貝森特是一名男同性戀，和他的丈夫、前紐約市檢察官約翰·弗里曼（John Freeman）育有兩個孩子。
2016年，贝森特购买了历史悠久的约翰·雷夫内尔府（John Ravenel House），该建筑曾由约翰·雷夫内尔拥有，并由他的儿子圣·朱利安·雷夫内尔（St. Julien Ravenel）及其妻子哈里特·霍里·雷夫内尔（Harriott Horry Ravenel）继承。该建筑的修复项目于2021年获得了查尔斯顿保护协会的卡罗波利斯奖（Carolopolis Award）。这座豪宅被称为“粉红宫殿”，位于查尔斯顿的电池街（Battery Street）上。